# Emmerich Assmann (Industrieller, 1926)
Emmerich Assmann (* 8. Jänner 1926 in Leibnitz; † 3. Mai 2005 in Kaindorf an der Sulm) war ein österreichischer Industrieller, Gewerke und Politiker (ÖVP).
Am 18. März 1957 zog er in den steirischen Landtag ein und gehörte diesem bis zum 7. April 1965 in zwei aufeinanderfolgenden Gesetzgebungsperioden als Landtagsabgeordneter an.
Seltener – etwa im Nachruf des steirischen Landtages – wird er in der alten Schreibweise als Emerich Assmann, wie bereits sein Vater (1899–1964) und Großvater (1863–?) hießen, geschrieben.

## Leben und Wirken

### Abstammung und Anfänge der Firma Assmann
Emmerich Assmann entstammt einer alteingesessenen Gewerkenfamilie, deren steirische Geschichte im Jahr 1809 mit dem aus dem Sudetenland eingewanderten Sattlermeister Stefan Assmann begann. Dieser hatte damals in Leibnitz einen bescheidenen Gewerbebetrieb gegründet, der sich in weiterer Folge über mehrere Generationen zu einem regelrechten Imperium entwickelte. Schon bald war die Erzeugung von Taschner- und Sattlerwaren über die rein handwerkliche Erzeugung hinausgewachsen und die industrielle Fertigung begann. Allein schon aufgrund der Etablierung des Fahrrades gegen Ende des 19. Jahrhunderts machte sich die Firma Assmann mit der Produktion von Werkzeugtaschen und ab den 1920er Jahren auch mit der Produktion von Fahrrädern verdient. Sein Großvater, der im Trauungsbuch von Leibnitz als Lederwarenerzeuger aufgeführt ist und von 1913 bis 1917 Bürgermeister von Leibnitz war, war Emerich Assmann (* 5. Februar 1863 in Leibnitz; † unbekannt), der am 4. Oktober 1898 eine Maria Aloisia Kappaun (* 17. Februar 1879 in Kundl, Tirol; † 10. November 1953 in Leibnitz) heiratete. Aus dieser Ehe ging unter anderem der Vater Emmerich Assmanns, der ebenfalls diesen Vornamen erhielt, hervor. Dieser wurde am 30. Juli 1899 in Leibnitz geboren († 26. Juni 1964) und übernahm in späteren Jahren den nunmehrigen Industriebetrieb seines Vaters. Am 8. Jänner 1926 wurde der Sohn Emmerich in Leibnitz geboren. Als dieser sechs Jahre alt war, heiratete der Vater am 26. Jänner 1932 die Mutter des gemeinsamen Sohnes, die am 21. Mai 1906 in Wildon geborene Gastwirtstochter Gertrude „Trude“ Maria Anna Elisabeth Margareta Stift († 19. Juni 1993). Zum damaligen Familienimperium gehörten damals auch noch sechs Hektar Weingärten am sogenannten Assmannsberg im Wellinggraben bei Heimschuh und am Kogelberg.
Unter seinem Vater produzierte das Unternehmen während des Zweiten Weltkriegs zwischen 1938 und 1945 komplette Fahrräder. Bereits 1927 hatte der Vater zusammen mit Ernst Weikert von der Achilles Fahrrad- und Motorfahrzeugfabrik mit Sitz in Oberpolitz in Höflitz bei Bensen im Sudetenland die Assmann-Werke für die Produktion von Fahrradsätteln, Felgen, Schutzblechen und später auch Speichen für die eigenen Fahrradfabriken gegründet. Auch in Oberpolitz fand sich ab dieser Zeit ein Assmann-Werk, das in einem gepachteten Schloss Fahrradsattelfedern produzierte, während vom Assmann-Werk in Leibnitz die entsprechenden Satteldecken und -taschen zur Produktion von Fahrradsätteln und -taschen bezogen wurden. Später kam in Oberpolitz die Produktion von Speichen und Nippeln hinzu, wobei die Maschinen hierfür ebenfalls aus Leibnitz geschickt wurden. Nach der Anschaffung von Verchromungbädern, Trommelbädern, Entfettungs- und Verkupferungsanlagen und einem großen Nickelbad besaß das Assmann-Werk in Oberpolitz den gleichen Maschinenpark wie das Werk in Leibnitz. Durch die Wirtschaftskrise in der Tschechoslowakei, durch die es vor allem in der Textilindustrie viele Zusammenbrüche gab, gelang es 1938 die münzbergische Spinnerei im nahegelegenen Höflitz bei Bensen zu kaufen, wohin das Unternehmen von 1939 bis 1940 vollends übersiedelte. Während des Krieges wurde unter anderem auch Heeresbedarf produziert und die Werke fielen nach Kriegsende völlig unbeschädigt in die Hände der Tschechen.

### Ausbildung, Polit-Laufbahn und Start in die Industriellenkarriere
Emmerich Assmann selbst besuchte die Pflichtschule in seiner Heimatstadt Leibnitz und danach das Lichtenfelsgymnasium in der Landeshauptstadt Graz. Noch nicht einmal volljährig wurde er von 1943 bis 1945 von der Wehrmacht eingezogen, versah zuerst einen Arbeitsdienst und anschließend seinen Kriegsdienst bei einer Panzertruppe der Wehrmacht, ehe er in Kriegsgefangenschaft geriet. Nachdem er aus dieser nach Österreich zurückgekehrt war, inskribierte er an der Juridischen Fakultät der Universität Graz, an der 1951 zum Doktor der Staatswissenschaften promovierte. Verschiedenen Quellen zufolge (u. a. laut Austria-Forum) soll er zeitweilig auch an der Montanuniversität Leoben studiert haben; über einen dortigen Abschluss ist allerdings nichts bekannt. Nach seiner Promotion sammelte Assmann umfangreiche Auslandserfahrungen in den Vereinigten Staaten sowie in Mexiko und kehrte 1954 wieder in seine Heimat und zum elterlichen Betrieb zurück. Bereits ein Jahr später wurde er auch erstmals in einer wesentlichen Funktion politisch aktiv und fungierte sodann von 1955 bis 1959 als Gemeinderat der Stadt Leibnitz. Während diesem Zeitraum schaffte er im Zuge der steirischen Landtagswahl 1957 den Einzug in den steirischen Landtages, dem er in weiterer Folge vom 18. März 1957 bis zum 7. April 1965 in zwei aufeinanderfolgenden Gesetzgebungsperioden (IV. und V.) als Landtagsabgeordneter und in einer Reihe von Ausschüssen als Ersatzmitglied angehörte. Nach seinem Ausscheiden aus der Landespolitik begann für Assmann erst die eigentliche Industriellenkarriere, in der er davor im elterlichen Betrieb bereits Fuß gefasst hatte. Bedingt durch die Übernahme der Geschäftsführung in verschiedenen Betrieben der aufstrebenden Assmann-Gruppe war der Gewerke Emmerich Assmann in verschiedenen anderen politischen Funktionen und Interessensvertretungen aktiv.

### Expansion des Assmann-Konzerns; insbesondere ab den 1980er Jahren
Ab Ende der 1950er Jahre wurde das Unternehmen um weitere Geschäftszweige erweitert. So kam etwa Ende der 1950er Jahre die Erzeugung von Elektrosicherungsmaterial hinzu, ehe man mit der Produktion von Geschäftseinrichtung begann und so zu einem der größten Ladenbauer Europas heranwuchs. Zu den Assmann-Werken gehörte in den nachfolgenden 1960er Jahren neben dem Stammunternehmen (Brüder Assmann in Leibnitz) auch noch die 1957 gegründete Südsteirische Metallindustrie, die 1965 gegründete Assmann & Co. sowie die 1968 gegründete Assmann Kunststoffindustrie. Über die Südsteirische Metallindustrie belieferte er ab 1958 das österreichische Bundesheer mit Platzpatronen aus Kunststoff und stieg um das Jahr 1980 mit dem Unternehmen auch in das Geschäft mit scharfer Militärmunition ein. 1981 wurde er von der österreichischen Handelszeitung in der Kategorie „Industrie & Service“ mit einem Goldenen Merkur, der seit 1977 alljährlich engagierte und wirtschaftlich erfolgreiche Kaufleute verliehen wird, ausgezeichnet. Speziell nach dem Tod seines Vaters im Jahre 1964 startete ein stetiger Expansionskurs, im Zuge dessen zahlreiche Mitbewerber und andere Unternehmen übernommen wurden. Er machte sich dabei auch als „beinharter Sanierer maroder Betriebe“ durch beträchtliche Subventionen der öffentlichen Hand einen Namen. Das österreichische Wirtschaftsmagazin trend betitelte Assmann etwa in seiner Ausgabe vom Oktober 1987 als „Österreichs härtesten Industriellen“. So übernahm er vor allem ab den 1980er Jahren pleitereife bzw. konkursgefährdete Staatsbetriebe, die er zumeist unter dem Schlagwort Arbeitsplatzsicherung mit öffentlichen Zuschüssen sanieren sollte. Nachdem er anfangs vor allem in zivilen Tätigkeitsfeldern aktiv war und Unternehmen in Bereichen wie der Steinaufbereitungstechnik, dem Ladenbau und der Produktion von Kunststoffteilen oder Umwelt-Recyling-Anlagen tätig war, erwarb Assmann im Laufe der Jahre nach und nach die großen Waffenschmieden Österreichs wie etwa das Sprengstoffunternehmen Dynamit Nobel (1987) oder die Hirtenberger Patronenfabrik (1989). Während er für erstgenannte Firma noch 60 Millionen Schilling an Subventionen erhalten hatte, erhielt er für die Übernahme von Hirtenberger zur Verlustabdeckung und Arbeitsplatzsicherung 240 Millionen Schilling an Förderungen. Seine Funktionen als ÖVP-Politiker und als stellvertretender Aufsichtsratsvorsitzender bei der VÖEST werden bei der Übernahme dieser Betriebe als für ihn sehr dienlich angesehen. Im Jänner 1991 erfolgte die Übernahme der nunmehrigen Maschinenfabrik Liezen, die aufgrund des wenige Jahre zuvor – damals hieß das Unternehmen noch Noricum und war davor ein Teil des verstaatlichten VÖEST-Konzerns – stattgefundenen Noricum-Skandals, der international für Aufsehen sorgte, als skandalträchtig galt. Eine darüber hinaus von Assmann geplante Zentralwerkstätte für das Bundesheer Anfang der 1990er Jahre wurde nie realisiert. In den Jahren 1987 bis 1993 soll Assmann für seine Übernahmen 412 Millionen Schilling an Zuschüssen erhalten haben. Nebenbei produzierte er in weiteren Betrieben Übungsmunition, Granaten und Zündhütchen und hatte damit bis in die 1990er Jahre Österreichs größten Waffenkonzern aufgebaut.

### Niedergang des Assmann-Imperiums – Konkurs – Haftstrafe
Nach dem rasanten Aufstieg des Emmerich Assmann kam im März 1993 mit dem Konkurs des Assmann-Kernbereiches der ebenso rasche Fall. Zu Spitzenzeiten erwirtschafteten rund 2700 Mitarbeiter in 31 Unternehmen des vielschichtigen Assmann-Konzerns einen Jahresumsatz von umgerechnet rund 270 Millionen Euro (rund 3,8 Milliarden Schilling), womit der Umsatz binnen zehn Jahren von anfangs umgerechnet rund 45 Millionen Euro versechsfacht wurde. Zum Zeitpunkt der Insolvenz war Assmann mit 1,8 Milliarden Schilling überschuldet, was die bis dahin fünft- bzw. anderen Quellen zufolge achtgrößte Pleite in Österreich war. Gleichzeitig mussten rund 1100 Mitarbeiter um ihren Arbeitsplatz bangen. Dem Gewerken wurden Verstrickungen in undurchsichtige Finanzgeschäfte, die zum Niedergang seines Imperiums führten, nachgesagt. Vom Konkurs 1993 betroffen waren sechs Assmann-Firmen mit Sitzen in Gleinstätten, Groß St. Florian, Leibnitz und Radmer. Das Firmenimperium Assmanns wurde noch im selben Jahr weitestgehend zerschlagen, wobei etwa die SMI und die Rüstungsbetriebe in Radmer an die Raiffeisen-Landesbank Steiermark und Dynamit Nobel und das aus Groß St. Florian stammende Unternehmen Atronic an ein deutsches Konsortium gingen. Ein weiteres großes Standbein des Konglomerats, die Assmann Ladenbau in Leibnitz, wurde noch ab demselben Jahren mit einem Aufwand von 200 Millionen Schilling von der staatlichen Auffanggesellschaft GBI weitergeführt. Für die marode aber nicht gefährdete Hirtenberger sprangen die Banken – allen voran die GiroCredit – ein und die Maschinenfabrik Liezen entging aufgrund eines Fortführungskonzepts der Insolvenz. Ein Anschlusskonkurs bedeutete für die ursprünglich aus dem Hutter-&-Schrantz-Konzern stammende und nun zur Assmann-Gruppe gehörende Hutter & Schrantz Bautechnik mit Sitz in Klagenfurt am Wörthersee das Aus. Diese wurde in weiterer Folge noch im selben Jahr als H+S Zauntechnik GmbH in Raaba bei Graz neu gegründet und übernahm ebenfalls noch 1993 die ehemalige Niederlassung sowie die Geflechtproduktion aus der Konkursmasse der Firma Hutter & Schrantz Bautechnik in Klagenfurt. Um die zu dieser Zeit in der Südsteiermark vorherrschende Arbeitslosigkeit von über 14 % nicht noch weiter zu erhöhen, wurde für die betroffenen Mitarbeiter des Assmann-Konzerns eine Arbeitsstiftung gegründet.
In der Nacht vom 5. auf den 6. November 1993 wurde Assmann aufgrund des Verdachts des schweren gewerbsmäßigen Betrugs von der Gendarmerie verhaftet und ins landesgerichtliche Gefangenenhaus nach Graz gebracht. Für die Entsorgung von 88.000 Minen aus Schweizer Armeebeständen über eines seiner Unternehmen, die SMI, hatte Assmann im Jahre 1991 rund 20 Millionen Schilling erhalten, die Minen jedoch nicht entsorgt, sondern allesamt in einem Bergstollen in Radmer in der Obersteiermark illegal gelagert. Die Minen wurden erst 1996 von der Dynamit Nobel unter der Geschäftsführung von Rudolf Lohberger (1949–2023) zerlegt und entsorgt. Neben Assmann wurde ein weiterer früherer Geschäftsführer, bei dem ebenfalls Fluchtgefahr bestand, festgenommen. Der mögliche Strafrahmen wurde vom Gericht von einem bis zu zehn Jahren angegeben. Im Februar 1994 begann am Landesgericht für Strafsachen Graz der Prozess gegen Emmerich Assmann, in dessen Folge dieser am 25. Februar 1994 zu einer Haftstrafe von drei Jahren – eines davon unbedingt – verurteilt wurde.
Nachdem die Umdasch AG im Jahre 2001 mit der Assmann Ladenbau Leibnitz GmbH den österreichischen Marktführer im Bereich Ladenbau für den Lebensmittelhandel erworben hatte und mit den Kernmarken Umdasch Shop-Concept und Assmann Ladenbau alle Branchen im Handel abdeckte, wurde der Name Assmann um den Jahreswechsel 2012/13 gänzlich gestrichen, nachdem aus Umdasch Shop-Concept die Umdasch Shopfitting und in weiterer Folge aus den Kernmarken Umdasch Shopfitting und Assmann Ladenbau die gemeinsame Marke Umdasch Shopfitting entstanden war. Nach dem Abbüßen seiner Haftstrafe war Assmann, zumindest in verminderter Form, weiterhin unternehmerisch tätig und beispielsweise ab 1999 Mehrheitsgesellschafter der GEM Kabeltechnik GmbH in Graz, die mit rund 20 Mitarbeitern einen Jahresumsatz von umgerechnet rund 1,5 Millionen Euro erwirtschaftete aber von einem häufigen Geschäftsführerwechsel betroffen war.

## Privates und Näheres zur Person Emmerich Assmann
Assmann galt als passionierter Jäger, wobei die Jagd oftmals als sein einziges wirkliches Hobby genannt wird. Aus erster Ehe hatte er zwei Söhne, darunter Stefan, der später ebenfalls wichtige Positionen in den Unternehmungen seines Vaters bekleidete. Aus der dritten Ehe mit der Unternehmerin Monika Müller-Mezin, die ihren Ehemann noch kurz vor Niedergang dessen Konglomerats verlassen hatte, stammen die beiden Söhne Franz und Martin. Die Schuld an dem Niedergang des Imperiums gab Emmerich Assmann immer wieder Stefan, seinem zweiten Sohn aus erster Ehe, den er aus den Vereinigten Staaten in die Heimat zurückgeholt hatte.
Emmerich Assmann war bekannt für einen autoritären Führungsstil, zeigte aber in seinem Wirken auch eine soziale Ader, indem er etwa leitenden Mitarbeitern Grundstücke schenkte oder für die Belegschaft am Leibnitzer Karolingerweg ein Wohnhaus errichtete. Das österreichische Wirtschaftsmagazin trend, das ihn in seiner Ausgabe vom Oktober 1987 als „Österreichs härtesten Industriellen“ betitelte, charakterisierte ihn ebenfalls als einen autoritären Führer, der nicht delegieren konnte und keinen Widerspruch duldete.
Am 3. Mai 2005 starb Assmann 79-jährig in der Gemeinde Kaindorf an der Sulm. Bis kurz vor seinem Tod hatte der Vater von vier Söhnen mit einem schweren Hüftleiden zu kämpfen. Bis zuletzt hatte er auf seinem Gut in Grottenhof bei Kaindorf gelebt. 1959 war er Protektor der Jugendblaskapelle des Musikvereins Kaindorf an der Sulm geworden und hatte den Verein bis zu seinem Tod finanziell unterstützt. Nach seinem Großvater, dem ehemaligen Leibnitzer Bürgermeister, ist heute die Emmerich-Assmann-Gasse in Leibnitz benannt. In ebendieser Straße befindet sich auch die sogenannte Villa Assmann, die mittlerweile zu einem Mehrparteienhaus umgebaut wurde und zusätzlich seit 2019 ein Betreutes Wohnen, aber auch eine Kinderkrippe beherbergt.